# Politistationen
Politistationen er en dansk dokumentarserie på i alt 47 afsnit fordelt på fire sæsoner, alle vist på TV3+. Serien følger politiets arbejde i forskellige danske byer, blandt andet Roskilde, København, Aalborg og Nuuk.